# Archaeorhizomycetes
Los arqueorizomicetos son una clase de hongos ascomicetos clasificados filogenéticamente dentro la subdivisión Taphrinomycotina.

## Clasificación
Esta clase fue descrita en 2011 por Rosling, A., Cox, F., Cruz-Martinez, K., Ihrmark, K., Grelet, G.-A., Lindahl, B. D., Menkis, A. & James, T. Y. en el artículo Archaeorhizomycetes: Unearthing an Ancient Class of Ubiquitous Soil Fungi de la revista Science vol 333.
Es una clase de hongos de la división Ascomycota que consta de un solo orden (Archaeorhizomycetales), una sola familia (Archaeorhizomycetaceae), un género (Archaeorhizomyces), y una especie descrita (Archaeorhizomyces finlayi), aunque ya es sabido que hay más especies.
El nombre Archaeorhizomyces proviene del griego arkhaio- , que significa antiguo, que se refiere a la basalidad del hongo, rhiza, en referencia a las raíces, y mykes, en referencia a los hongos. Archaeorhizomyces finlayi , (nombrado en honor de Roger D. Finlay ) fue la primera especie descrita. Una segunda especie Archaeorhizomyces borealis se describió en 2014 junto con una estimación de que la clase puede consistir en cerca de 500 especies basadas en secuencias disponibles en bases de datos públicas.
Antes de la descripción de Rosling y sus colegas, Archaeorhizomycetes se conocía como un grupo muy común y enigmático llamado Grupo de Clones del Suelo 1 o Soil Clone Group 1 (SCGI) después de que se descubriera originalmente en los suelos de tundra y se informara en 2003 por Schadt et al. Los taxones solo se conocían por secuenciación de ADN ribosómico, pero se había encontrado de forma independiente en estudios ecológicos del suelo y los hongos que habitan en él en más de cincuenta casos en todo el mundo utilizando tres regiones genéticas diferentes. Sin embargo, no se han observado cuerpos fructíferos ni esporas.
Los primeros intentos para identificar y clasificar a esta especie basados en el locus ARNr de espaciador transcrito interno (ITS) no permitieron una clasificación filogenética, fue hasta que se secuenciaron fragmentos de locus ARNr más grandes que los aislamientos se redescubrieron como el grupo SCG1. La disponibilidad de cultivos permitió una evaluación grande y confiable de los multilocus filogenéticos con relaciones de vinculación inequívocas entre genes de ARNr y tres regiones de genes codificantes de proteínas. 
De esta manera se propuso la clase de los Archaeorhizomycetes, la cual es diagnosticable con secuencias de ARNr, dentro de la cual fue descrita la especie tipo Archaeorhizomyces finlayi. Hasta ahora, se han subestimado la cantidad de especies existentes dentro de esta clase, por lo que es un claro ejemplo de la diversidad ignorada dentro del reino Fungi. 
La clase Archaeorhizomyces ha sido puesta dentro de la subdivisión Taphrinomycotina por medio de análisis genéticos combinados y separados de dos de tres regiones de genes codificantes de proteínas. En todas las filogenias esta clase es parte de la subdivisión Taphrinomycotina, el cual está demostrado estadísticamente en varios estudios que es un grupo monofilético.

## Descripción
La clase Archaeorhizomycetes está pensada a englobar cientos de especies que posiblemente dominen las comunidades fúngicas subterráneas, están universalmente presentes en raíces y Rizosferas, y aunque muestran especificidad de ecosistemas y una relación de huéspedes con las raíces, su lugar en el árbol de la vida fúngico, así como su nicho ecológico preciso y su ciclo de vida aún son inciertos.
Las especies de la clase se distribuyen globalmente y crecen en el suelo y alrededor de las raíces. Los árboles hospedantes específicos conocidos de varias especies de Archaeorhizomyces incluyen la cicuta, abeto, pino y brezo, pero en general otras especies colonizan maderas duras.

## Características
A. finlayi, la especie tipo de este grupo, es un hongo micelial de crecimiento lento con hifas delgadas (1 a 2 mm) y septos simples sin poros. La pared de la célula hifal tiene dos capas y aproximadamente 200 nm de grosor. 
En cultivos, las hifas están recubiertas por material extracelular y entrelazadas en estructuras indiferenciadas. 
Las células tienen un solo núcleo e incluso pueden llegar a tener más.

## Ecología
En un metaanálisis de secuencias disponibles públicamente se distinguieron al menos 100 OTUs (Unidades Taxonómicas Operativas), algo así como un equivalente de especie, de Archaeorhizomycetes y se predijo una diversidad total que excede las 250 OTUs. Se confirmaron las observaciones previas de alta diversidad local con 12 o 20 OTUs por sitio. 
El papel ecológico preciso de los taxones es incierto. Si bien originalmente se descubrió que era estacional, lo que sugiere que dependía de los compuestos de carbono de las raíces, cuando se cultivó se demostró que Archaeorhizomyces finlayi podía crecer utilizando glucosa o celulosa como su única fuente de carbono, lo que sugiere que puede participar en la descomposición y no requerir la transferencia directa de carbono de la planta a través de la simbiosis. Si bien el papel ecológico aún no está claro, las pruebas preliminares sugieren que el hongo no es un patógeno ni un simbionte ectomicorrícico.
Los organismos distribuidos globalmente estaban asociados con ecosistemas y hábitats específicos. Las tres OTUs más muestreadas colonizan hábitats ectomicorrícicos típicos, como suelos y raíces de pinos y plantas ericales, las cuales tienen relaciones simbióticas con micorrizas. Aunque esto no quiere decir que los Archaeorhizomycetes formen estructuras micorrizales con las raíces de estos pinos. En cambio, han amplificado secuencias de distintos morfotipos ectomicorrícicos, donde en las semillas estériles de pinos el micelio de A. Finlayi se asocia con las raíces y muestra que comúnmente coexiste con otros hongos en las puntas de las raíces.
Cuando son inoculados, no es posible notar alguna preferencia del crecimiento hacia las raíces principales, primarias o secundarias, y no altera la morfología de las puntas de las raíces. A pesar de una falta de estructuras micorrícicas o endofíticas, las semillas inoculadas se mantienen sanas por meses sin señales de patogenicidad fúngica. La especificidad huésped-planta y hábitat aparente demostrada por varias OTUs no es explicada necesariamente por una especificidad por la planta en sí, pero en su lugar puede reflejar una asociación con otros hongos que sí estén asociados a raíces.